# シクロノネン
シクロノネン(Cyclononene)とは9員環を有するシクロアルケンである。シス-トランス異性体を有する。